# 18359 Jakobstaude
18359 Jakobstaude è un asteroide della fascia principale. Scoperto nel 1990, presenta un'orbita caratterizzata da un semiasse maggiore pari a 2,9244123 UA e da un'eccentricità di 0,0958449, inclinata di 1,17835° rispetto all'eclittica.